# Corlay (cheval)
Vous lisez un « article de qualité » labellisé en 2018.
Pour les articles homonymes, voir Corlay (homonymie).
Corlay (1872-1897) est un étalon proche du Pur-sang, chef de race du cheval de Corlay, considéré en son temps comme l'un des étalons les plus célèbres et les plus influents de Bretagne. L'histoire de ce solide cheval rouan est empreinte de légendes. Il est généralement admis qu'il serait le fils de Flying Cloud, un étalon trotteur Norfolk importé de l'Angleterre vers la Bretagne en 1864, et d'une jument locale aux trois-quarts Pur-sang, Thérésine.
Corlay fait une courte mais fructueuse carrière en courses de trot, avec deux victoires à son actif connues sur l'année 1875. Acheté par les haras nationaux français, il est mis à la reproduction durant 21 ans dans la commune de Corlay, en Côtes-du-Nord, jusqu'à sa mort en 1897. Il engendre de nombreux descendants réputés pour leur élégance et leur polyvalence, notamment les étalons Voltaire et Focking, des chevaux vendus pour la cavalerie française, des juments poulinières réputées, et, selon un témoignage, la monture favorite du roi d'Espagne Alphonse XIII.

## Histoire

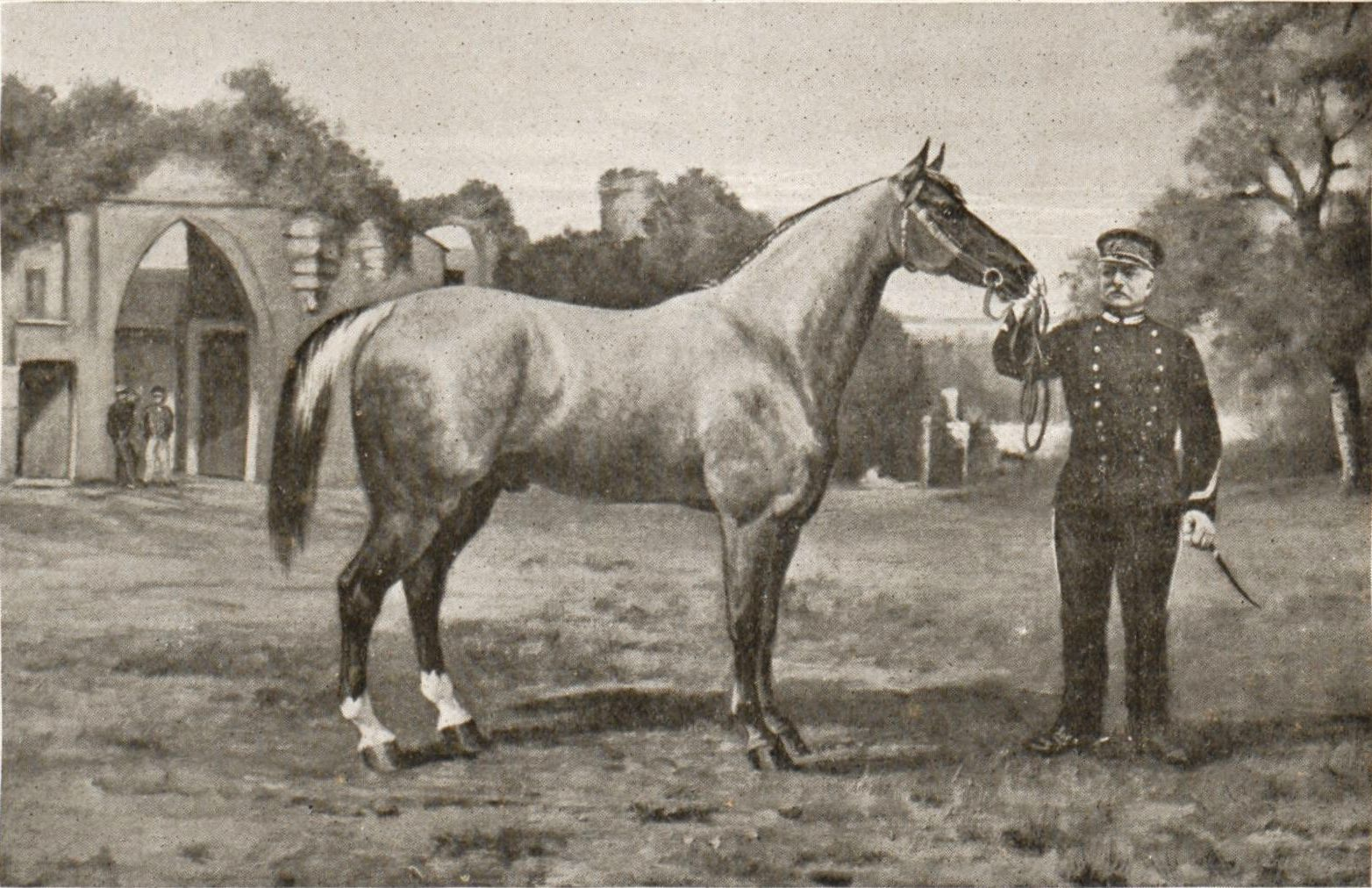
Reproduction d'un tableau d'Adhémar-Louis de Clermont-Gallerande (1837-1895) représentant Corlay.

Corlay descend du premier trotteur Norfolk introduit à la station de reproduction de Corlay, Flying Cloud, un étalon né en 1856, et importé de Yorkshire, en Angleterre, vers Lamballe en 1864,,. Cet étalon a été amené à Corlay sur sa fin de carrière, après s'être reproduit durant des années dans le pays de Léon, engendrant des postiers bretons.
La mère de Corlay, Thérésine, est non-tracée (sans papiers) mais réputée issue de trois ancêtres Pur-sang. La légende veut qu'elle ait été très performante en courses de galop, et saillie par Flying Cloud le jour même d'une victoire à Corlay. Cependant, le Colonel Charpy donne une autre version, qu'il affirme tenir du naisseur de l'étalon Corlay, M. Poezevara : Thérésine n'est sortie de son pré ou de son écurie que pour être présentée aux concours de poulinières, où elle obtient quelques succès.
Une autre origine légendaire fait de Corlay le fils de Bédouin, un étalon oriental ramené de la mission de Portes, et qui dit-on « fut vendu par le cheick de Beha, son maître, hors d'état de payer, dans le moment, au pacha d'Alep une avance qu'il lui avait imposée. Le cheick en était si jaloux qu'il ne voulut jamais permettre de le voir ».
Corlay naît en 1872 chez M. Poezevara, à Canihuel,. Il est vendu à l'âge de 18 mois à M. Léon-Guillaume Le Roux, qui l'entraîne aux courses de trot,. Il devient vite un vainqueur fructueux, décrochant le prix Bazus (ou Bazas) à Toulouse avec une réduction kilométrique de 1 min 45 s en 1875,,, sur 4 000 mètres, en 9 min. Un compte-rendu des courses au trot daté de 1877 indique qu'il décroche à l'âge de 3 ans (1875) le prix du Gouvernement, sur même distance, en 8 min 49 s, son propriétaire remportant par conséquent le prix de 4 000 francs.
Acheté par les haras nationaux français pour 6 000 francs, Corlay sert d'étalon reproducteur dans la station de monte du même nom durant 21 ans, de 1876 à 1897,. Il meurt vraisemblablement cette même année.

## Description
Corlay mesure 1,56 m, ou 1,57 m au garrot, ce qui en fait un cheval de taille moyenne pour les standards de l'époque. Réputé « d'un modèle très plaisant », il est fort et puissant, très influencé par le Pur-sang. Il est décrit comme « un peu court dans ses lignes, mais très membré, près de terre ». Ses épaules et ses reins, réputés pour leur qualité, auraient été hérités de son père Flying Cloud.
Sa robe est rouan ou aubère.

## Origines

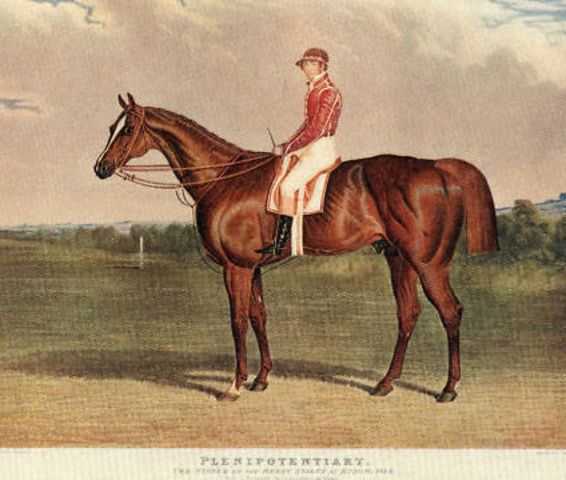
Le Pur-sang alezan Plenipotentiary, l'un des ancêtres de Corlay.

Le père de Corlay, Flying Cloud, est un étalon Norfolk-anglais de robe baie, un peu enlevé, distingué, doté d'une encolure courte, mais d'épaules et de reins réputés pour leur qualité. Sa mère est une petite jument corlaysienne de galop aux 3/4 Pur-sang, nommée Thérésine, née à Kerbouelen, « la ferme des genêts », connue pour avoir eu deux chevaux Pur-sang, un Anglo-arabe et un Arabe parmi ses ancêtres. De robe rouan ou aubère, elle est réputée pour son mauvais caractère, n'a jamais été ferrée et n'a jamais couru. La mère de Thérésine, Cocotte, une demi-sang de forte carrure, fille du Pur-sang Craven, était connue dans la région pour son service à la poste aux chevaux entre Quintin (ou Gourin) et Carhaix,, et également de robe rouan, à l'aspect vineux.
Le père de Thérésine est un étalon Pur-sang nommé Festival. Le comte de Comminges cite le pedigree de Corlay en insistant sur la présence d'ancêtres Pur-sang. 
Corlay est enregistré dans la base de données de l'institut français du cheval et de l'équitation, en tant que trotteur français fils de Flying Cloud et de Thérésine, mais les noms enregistrés divergent de ceux présents dans les documents d'époque, puisque le père de la mère de Thérésine y est renseigné sous le nom de « Lully ».

## Descendance

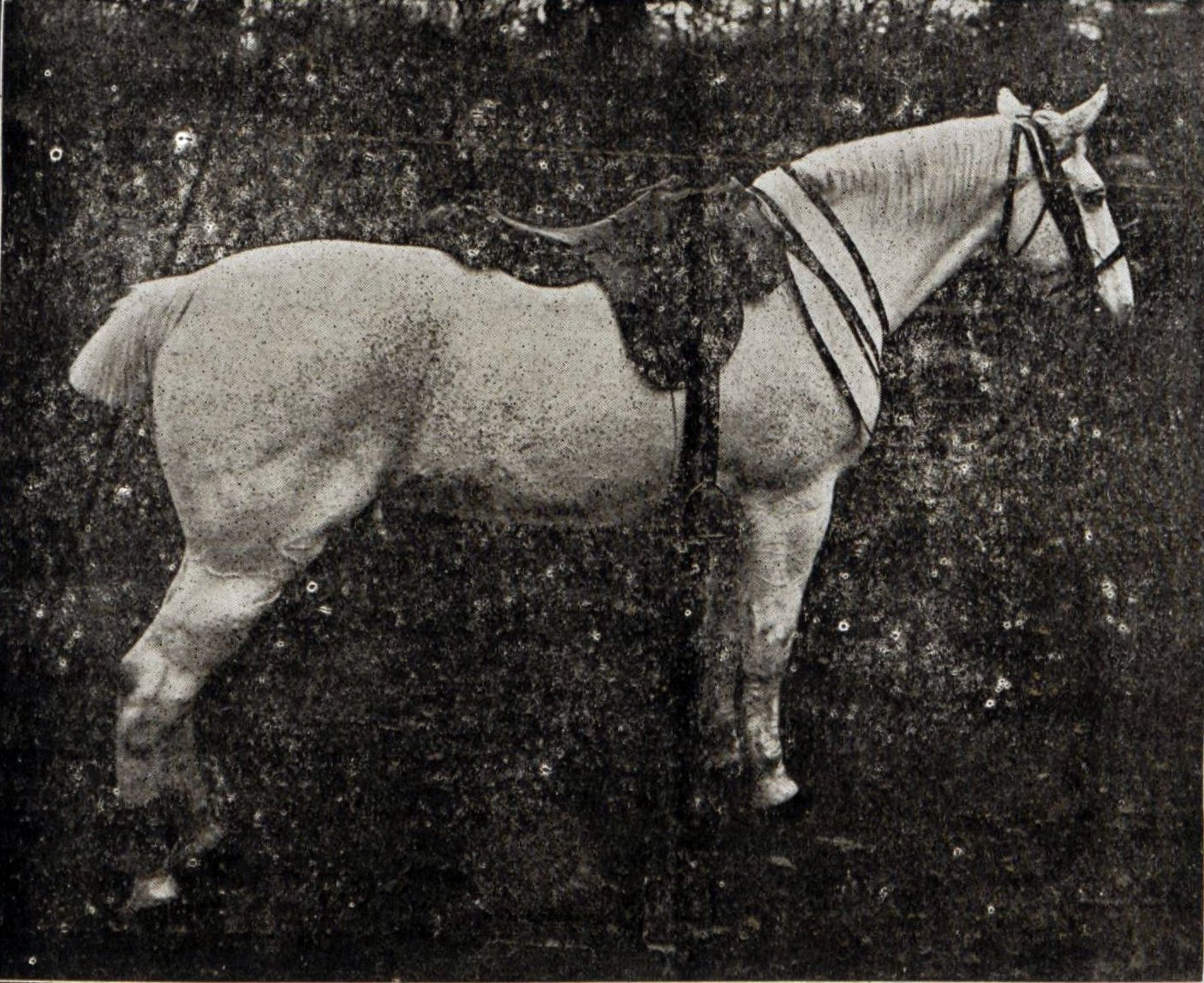
Miss Castel, une jument de chasse fille de Corlay.

Marie-Aimery de Comminges écrit de Corlay qu'il a « fait beaucoup pour l'élevage breton ». A. Gast (1907) estime que « l'apogée de l'élevage de la Montagne est dû, sans contredit, à l'étalon Corlay ». Il est considéré par le comte Henry de Robien comme un « digne chef de race », par l'éleveur breton F.-M. Bléas comme « l'étalon le plus célèbre peut-être qu'ait jamais eu la Bretagne », par le Dr vétérinaire E. Frouin comme un « raceur incomparable », et par Paul Diffloth comme ayant « contribué puissamment à l'amélioration de l'élevage breton ». Un auteur allemand, Carl Gustav Wrangel, évoque l'étalon Flying Cloud en ces termes en 1908 : « Letzterer war der Vater des in der Bretagne zu hohem Ansehen gelangten Corlay », soit « Ce dernier était le père de Corlay, très apprécié en Bretagne ».

« On peut dire que l'étalon de la Montagne, Corlay, issu d'un Norfolk et d'une jument de steeple, transforma l'élevage de Cornouaille »

— Paul Diffloth, Zootechnie
Corlay est réputé avoir été très fertile. Il engendre énormément de descendants qui s'illustrent comme chevaux d'attelage, de course et de selle, et sont réputés pour leur distinction, leur qualité, leur modèle et leurs aptitudes. Parmi ses descendants connus figurent l'étalon Voltaire, fils de la jument Mina, elle-même par les Pur-sangs Éperon et Sting, et l'Arabe Kérim. Voltaire portait la casaque des frères Huon dans toute la Bretagne, en Normandie, et à Vincennes, gagnant au total plus de 20 000 francs d’après Louis Cauchois. Le comte de Robien a possédé des descendants de Corlay, dont Focking, ex Daman. M. Le Gualès de Mézaubran est réputé pour avoir possédé des chevaux Norfolk bretons issus de Corlay, de robe rouan-aubérisé, « qui ont sauté à Paris des hauteurs remarquables ». Lionel Bonnemère témoigne en 1901 qu'un membre de sa famille a trouvé dans les écuries du palais royal de Madrid un cheval présenté comme étant le favori du roi Alphonse XIII, qui se trouvait être un fils de Corlay. D'autres étalons, portant les noms d'Atao, Glazard, Martial, Grippesou, Innachus, Corlay II, sont cités comme ses descendants,. Son fils Gladi, propriété du comte Le Gualès de Mézaubran, aurait obtenu de nombreux prix sous la selle, à l'attelage et à l'obstacle, en 1889 notamment,.
Dans la base de données Harasire, un seul descendant est enregistré pour Corlay, une jument trotteuse du nom de Pénitence, issue d'un croisement avec la jument Rose d'Avril, par le Pur-sang Gouvieux. Le comte Henry de Robien rapporte l'avoir vue sur un concours provincial, âgée de trois ans, sans imaginer qu'elle deviendrait la grand-mère de son cheval Samos, par Focking.
Corlay est surtout célèbre de par la qualité de ses filles, en particulier issues de juments proches du Pur-sang ou de l'Anglo-normand,, notamment les juments Bagatelle, Brunette, Belle-Étoile, Christiane et Diaouless.
D'après le vicomte Maurice Jacques-Marie-Maurice Goislard de Villebresme (1910), la remonte paie jusqu'à 1 200 francs pour certains fils de Corlay, mais le prix de vente moyen est de 1 000 francs. Selon le comte Henry de Robien, l'étalon lègue régulièrement sa couleur de robe typique, le rouan ou l'aubère, à sa descendance, ce qui constitue une sorte de « cachet breton ». Cette couleur de robe est alors en demande, entraînant une majoration du prix d'achat d'environ 10 %.